# Großer Preis von Brasilien 2000
Der Große Preis von Brasilien 2000 (offiziell XXIX Grande Prêmio do Brasil) fand am 26. März auf dem Autódromo José Carlos Pace in São Paulo statt und war das zweite Rennen der Formel-1-Weltmeisterschaft 2000.

## Berichte

### Hintergrund
Nach dem Großen Preis von Australien führte Michael Schumacher in der Fahrerwertung mit vier Punkten vor Rubens Barrichello und mit sechs Punkten vor Ralf Schumacher. Ferrari führte in der Konstrukteurswertung mit zwölf Punkten vor Williams-BMW und BAR-Honda.
Mit Michael Schumacher, Mika Häkkinen (jeweils zweimal) und Jacques Villeneuve (einmal) traten drei ehemalige Sieger zu diesem Grand Prix an.

### Training

#### Freitagstraining
Häkkinen erzielte die schnellste Runde vor Michael Schumacher und seinem Teamkollegen David Coulthard.

#### Samstagstraining
Häkkinen behielt die Spitzenposition. Zweiter wurde Barrichello vor Coulthard. Prosts zweiter Fahrer Nick Heidfeld, der das erste Mal auf dieser Strecke fuhr, startete mit dem Ersatzwagen und musste nach sieben Runden den Motor tauschen. Danach konnte er drei weitere Runden drehen, bis das Getriebe streikte.

### Qualifying
Für das Qualifying wurde bei Jean Alesi der Motor getauscht und Heidfeld musste aufgrund von Kupplungsproblemen erneut auf das Reserveauto zurückgreifen. Im Qualifying gelang es Häkkinen abermals die schnellste Runde zu erzielen und er erhielt die Pole-Position vor seinem Teamkollegen Coulthard und vor Michael Schumacher. Das Qualifying wurde drei Mal für insgesamt 17 Minuten unterbrochen da verschiedene Werbetafeln umfielen und eine Gefahr darstellten. Die letzte umgefallene Tafel auf der Start-Ziel-Gerade traf den Prost-Wagen von Alesi. Gegen Ende der verzögerten Session begann es leicht zu regnen.
Die Sauber-Piloten erlitten an diesem Tag mehrere Schäden am Heckflügel und belegten am Ende des Qualifyings die Plätze 20 und 22. Da das Team die Gründe für die technischen Probleme nicht rechtzeitig finden konnte, entschloss man sich Pedro Diniz und Mika Salo vom Start zurückzuziehen.

### Warm Up
Im Warm Up folgte eine weitere Bestzeit von Häkkinen, der somit bis dahin jede Wertung am Wochenende für sich entschieden hatte. Michael Schumacher und Coulthard folgten auf den Plätzen zwei und drei. Während der Sitzung verlor Alesi während eines Outings seinen Heckflügel.

### Rennen
Beim Start des Rennens konnte Häkkinen seine Führung verteidigen. Coulthard startete nicht optimal und verlor den zweiten Platz an Michael Schumacher. Hinter den drei Piloten lagen Barrichello, Eddie Irvine und Fisichella. Die beiden Ferrari-Piloten setzten jeweils die vor ihnen fahrenden Fahrer von McLaren unter Druck. Michael Schumacher ging im Senna S an Häkkinen vorbei und auch Barrichello versuchte in der Kurve eine Position gutzumachen. Allerdings gelang es ihm erst im weiteren Verlauf der Runde, an Coulthard vorbeizufahren. Es wurde schnell ersichtlich, dass die beiden Ferrari-Piloten auf eine Zwei-Stopp-Strategie gesetzt hatten. Michael Schumacher konnte seinen Vorsprung auf Häkkinen kontinuierlich vergrößern und Barrichello setzte den Finnen unter Druck.
Nachdem Alexander Wurz und Heidfeld mit Motorschäden sowie Alesi mit einem Elektronikdefekt ausgeschieden waren, gelang es Barrichello, den zweiten Platz von Häkkinen zu übernehmen. Auch Jarno Trulli profitierte von einer Zwei-Stopp-Strategie und überholte kurz darauf den fünftplatzierten Irvine. Wenig später musste Villeneuve mit einem Getriebeschaden aufgeben. In der zwanzigsten Runde absolvierte Michael Schumacher schließlich seinen Boxenstopp, vor dem er zwanzig Sekunden Vorsprung auf Häkkinen hatte. Der Deutsche kam auf Platz drei zurück auf die Strecke. Nachdem Irvine mit einem Dreher ausgeschieden war, musste auch Barrichello an die Box und übergab die Führung, die er zwischenzeitlich hatte, an Häkkinen, der das Rennen nun vor Michael Schumacher, Coulthard und Barrichello anführte. Die Abstände zwischen den jeweiligen Kontrahenten blieben zunächst ziemlich konstant.
Wenig später kam es zu entscheidenden Vorfällen: Barrichello schied nach 27 Runden mit einem Hydraulikdefekt aus. Drei Runden später ging der führende Häkkinen an die Box. Es war zu dieser Zeit zu spät für eine Zwei- und zu früh für eine Ein-Stopp-Strategie. Es wurde schnell ersichtlich, dass der Finne zur Aufgabe an die Box gekommen war, da mit Öldruckverlust nicht mehr weiterfahren konnte. Michael Schumacher übernahm somit die Führung des Rennens. Eine Runde später schied auch Minardi-Pilot Marc Gené mit einem Motorschaden aus.
Nach Trullis Boxenstopp in der 28. Runde lag Arrows-Pilot Jos Verstappen zunächst für einige Runden auf dem dritten Platz hinter Michael Schumacher und Coulthard. Nach seinem Stopp musste er diese Position allerdings an Fisichella abgeben. Die beiden Williams-Piloten schienen um den letzten Punkt zu fahren. Ralf Schumacher kam nach seinem Boxenstopp auf den sechsten Platz vor Verstappen zurück auf die Strecke. Button fiel zunächst hinter den Arrows-Piloten zurück, konnte ihn jedoch in der 57. Runde überholen. Trulli kam nach seinem zweiten Stopp vor Ralf Schumacher auf dem fünften Platz zurück auf die Strecke.
Schließlich kam Michael Schumacher als erster Pilot vor Coulthard und Fisichella ins Ziel. Frentzen, Trulli, Ralf Schumacher und Jenson Button belegten zunächst die Plätze vier bis sieben. Nach dem Rennen gab es zunächst die Information, dass von den ersten sechs Piloten alle bis auf Fisichella disqualifiziert werden sollten. Nach einer zweiten Untersuchung der FIA gab es allerdings nur noch Auffälligkeiten an Coulthards Rennwagen, der schließlich wegen eines um sieben Millimeter zu niedrigen Frontflügels disqualifiziert wurde. Fisichella übernahm somit den zweiten Platz und Button rückte auf den sechsten Platz vor und sicherte sich seinen ersten WM-Punkt.
In der Weltmeisterschaft konnte Michael Schumacher seinen Vorsprung weiter ausbauen. Fisichella übernahm den zweiten Platz vor Barrichello. Bei den Konstrukteuren vergrößerte sich ebenfalls der Vorsprung von Ferrari. Auf den Plätzen zwei und drei folgten Benetton-Supertec und Jordan-Mugen.

## Meldeliste
| Team                           | Nr. | Fahrer                | Chassis         | Motor                 | Reifen |
| ------------------------------ | --- | --------------------- | --------------- | --------------------- | ------ |
| West McLaren Mercedes          | 01  | Mika Häkkinen         | McLaren MP4/15  | Mercedes-Benz 3.0 V10 | B      |
| West McLaren Mercedes          | 02  | David Coulthard       | McLaren MP4/15  | Mercedes-Benz 3.0 V10 | B      |
| Scuderia Ferrari Marlboro      | 03  | Michael Schumacher    | Ferrari F1-2000 | Ferrari 3.0 V10       | B      |
| Scuderia Ferrari Marlboro      | 04  | Rubens Barrichello    | Ferrari F1-2000 | Ferrari 3.0 V10       | B      |
| Benson and Hedges Jordan       | 05  | Heinz-Harald Frentzen | Jordan EJ10     | Mugen-Honda 3.0 V10   | B      |
| Benson and Hedges Jordan       | 06  | Jarno Trulli          | Jordan EJ10     | Mugen-Honda 3.0 V10   | B      |
| Jaguar Racing                  | 07  | Eddie Irvine          | Jaguar R1       | Cosworth 3.0 V10      | B      |
| Jaguar Racing                  | 08  | Johnny Herbert        | Jaguar R1       | Cosworth 3.0 V10      | B      |
| BMW Williams F1 Team           | 09  | Ralf Schumacher       | Williams FW22   | BMW 3.0 V10           | B      |
| BMW Williams F1 Team           | 10  | Jenson Button         | Williams FW22   | BMW 3.0 V10           | B      |
| Mild Seven Benetton Playlife   | 11  | Giancarlo Fisichella  | Benetton B200   | Supertec 3.0 V10      | B      |
| Mild Seven Benetton Playlife   | 12  | Alexander Wurz        | Benetton B200   | Supertec 3.0 V10      | B      |
| Gauloises Prost Peugeot        | 14  | Jean Alesi            | Prost AP03      | Peugeot 3.0 V10       | B      |
| Gauloises Prost Peugeot        | 15  | Nick Heidfeld         | Prost AP03      | Peugeot 3.0 V10       | B      |
| Red Bull Sauber Petronas       | 16  | Pedro Diniz           | Sauber C19      | Petronas 3.0 V10      | B      |
| Red Bull Sauber Petronas       | 17  | Mika Salo             | Sauber C19      | Petronas 3.0 V10      | B      |
| Arrows F1 Team                 | 18  | Pedro de la Rosa      | Arrows A21      | Supertec 3.0 V10      | B      |
| Arrows F1 Team                 | 19  | Jos Verstappen        | Arrows A21      | Supertec 3.0 V10      | B      |
| Telefonica Minardi Fondmetal   | 20  | Marc Gené             | Minardi M02     | Fondmetal 3.0 V10     | B      |
| Telefonica Minardi Fondmetal   | 21  | Gastón Mazzacane      | Minardi M02     | Fondmetal 3.0 V10     | B      |
| Lucky Strike Reynard BAR Honda | 22  | Jacques Villeneuve    | BAR 002         | Honda 3.0 V10         | B      |
| Lucky Strike Reynard BAR Honda | 23  | Ricardo Zonta         | BAR 002         | Honda 3.0 V10         | B      |

## Klassifikationen

### Qualifying
| Pos. | Fahrer                | Konstrukteur      | Zeit     | Start |
| ---- | --------------------- | ----------------- | -------- | ----- |
| 01   | Mika Häkkinen         | McLaren-Mercedes  | 1:14,111 | 01    |
| 02   | David Coulthard       | McLaren-Mercedes  | 1:14,285 | 02    |
| 03   | Michael Schumacher    | Ferrari           | 1:14,508 | 03    |
| 04   | Rubens Barrichello    | Ferrari           | 1:14,636 | 04    |
| 05   | Giancarlo Fisichella  | Benetton-Supertec | 1:15,375 | 05    |
| 06   | Eddie Irvine          | Jaguar-Cosworth   | 1:15,425 | 06    |
| 07   | Heinz-Harald Frentzen | Jordan-Mugen      | 1:15,455 | 07    |
| 08   | Ricardo Zonta         | BAR-Honda         | 1:15,484 | 08    |
| 09   | Jenson Button         | Williams-BMW      | 1:15,490 | 09    |
| 10   | Jacques Villeneuve    | BAR-Honda         | 1:15,515 | 10    |
| 11   | Ralf Schumacher       | Williams-BMW      | 1:15,561 | 11    |
| 12   | Jarno Trulli          | Jordan-Mugen      | 1:15,627 | 12    |
| 13   | Alexander Wurz        | Benetton-Supertec | 1:15,664 | 13    |
| 14   | Jos Verstappen        | Arrows-Supertec   | 1:15,704 | 14    |
| 15   | Jean Alesi            | Prost-Peugeot     | 1:15,715 | 15    |
| 16   | Pedro de la Rosa      | Arrows-Supertec   | 1:16,002 | 16    |
| 17   | Johnny Herbert        | Jaguar-Cosworth   | 1:16,250 | 17    |
| 18   | Marc Gené             | Minardi-Fondmetal | 1:16,380 | 18    |
| 19   | Nick Heidfeld         | Prost-Peugeot     | 1:17,112 | 19    |
| 20   | Pedro Diniz           | Sauber-Petronas   | 1:17,178 | –     |
| 21   | Gastón Mazzacane      | Minardi-Fondmetal | 1:17,512 | 20    |
| 22   | Mika Salo             | Sauber-Petronas   | 1:18,703 | –     |

Anmerkungen
1. 1 2  Diniz und Salo wurden nach dem Qualifying zurückgezogen. Da es Probleme mit den Heckflügeln gab, entschied sich das Team aus Gründen der Sicherheit nicht anzutreten.

### Rennen
| Pos. | Fahrer                | Konstrukteur      | Runden | Stopps | Zeit        | Start | Schnellste Runde |
| ---- | --------------------- | ----------------- | ------ | ------ | ----------- | ----- | ---------------- |
| 01   | Michael Schumacher    | Ferrari           | 71     | 2      | 1:31:35,271 | 03    | 1:14,755 (48.)   |
| 02   | Giancarlo Fisichella  | Benetton-Supertec | 71     | 1      | + 39,898    | 05    | 1:16,002 (68.)   |
| 03   | Heinz-Harald Frentzen | Jordan-Mugen      | 71     | 1      | + 42,268    | 07    | 1:15,192 (71.)   |
| 04   | Jarno Trulli          | Jordan-Mugen      | 71     | 2      | + 1:12,780  | 12    | 1:16,375 (50.)   |
| 05   | Ralf Schumacher       | Williams-BMW      | 70     | 1      | + 1 Runde   | 11    | 1:16,398 (67.)   |
| 06   | Jenson Button         | Williams-BMW      | 70     | 1      | + 1 Runde   | 09    | 1:16,379 (41.)   |
| 07   | Jos Verstappen        | Arrows-Supertec   | 70     | 1      | + 1 Runde   | 14    | 1:16,975 (31.)   |
| 08   | Pedro de la Rosa      | Arrows-Supertec   | 70     | 1      | + 1 Runde   | 16    | 1:16,967 (62.)   |
| 09   | Ricardo Zonta         | BAR-Honda         | 69     | 1      | + 2 Runden  | 08    | 1:16,658 (61.)   |
| 10   | Gastón Mazzacane      | Minardi-Fondmetal | 69     | 1      | + 2 Runden  | 20    | 1:17,380 (65.)   |
| –    | Johnny Herbert        | Jaguar-Cosworth   | 51     | 1      | DNF         | 17    | 1:17,696 (50.)   |
| –    | Marc Gené             | Minardi-Fondmetal | 31     | 0      | DNF         | 18    | 1:17,174 (31.)   |
| –    | Mika Häkkinen         | McLaren-Mercedes  | 30     | 0      | DNF         | 01    | 1:15,456 (28.)   |
| –    | Rubens Barrichello    | Ferrari           | 27     | 1      | DNF         | 04    | 1:15,632 (19.)   |
| –    | Eddie Irvine          | Jaguar-Cosworth   | 20     | 0      | DNF         | 06    | 1:17,792 (20.)   |
| –    | Jacques Villeneuve    | BAR-Honda         | 16     | 0      | DNF         | 10    | 1:18,379 (16.)   |
| –    | Jean Alesi            | Prost-Peugeot     | 11     | 0      | DNF         | 15    | 1:18,381 (11.)   |
| –    | Nick Heidfeld         | Prost-Peugeot     | 9      | 0      | DNF         | 19    | 1:19,765 (08.)   |
| –    | Alexander Wurz        | Benetton-Supertec | 6      | 0      | DNF         | 13    | 1:21,821 (05.)   |
| DSQ  | David Coulthard       | McLaren-Mercedes  | 71     | 1      | + 4,302     | 02    | 1:15,633 (68.)   |

Anmerkungen
1. ↑  Coulthard beendete das Rennen auf dem zweiten Platz, wurde allerdings wegen unzulässiger Frontflügel-Endplatten nachträglich disqualifiziert.

## WM-Stände nach dem Rennen
Die ersten sechs des Rennens bekamen 10, 6, 4, 3, 2 bzw. 1 Punkt(e).

### Fahrerwertung
| Pos. | Fahrer                | Konstrukteur      | Punkte |
| ---- | --------------------- | ----------------- | ------ |
| 01   | Michael Schumacher    | Ferrari           | 20     |
| 02   | Giancarlo Fisichella  | Benetton-Supertec | 8      |
| 03   | Rubens Barrichello    | Ferrari           | 6      |
| 04   | Ralf Schumacher       | Williams-BMW      | 6      |
| 05   | Heinz-Harald Frentzen | Jordan-Mugen      | 4      |
| 06   | Jacques Villeneuve    | BAR-Honda         | 3      |
| 07   | Jarno Trulli          | Jordan-Mugen      | 3      |
| 08   | Ricardo Zonta         | BAR-Honda         | 1      |
| 09   | Jenson Button         | Williams-BMW      | 1      |
| 10   | Alexander Wurz        | Benetton-Supertec | 0      |
| 11   | Jos Verstappen        | Arrows-Supertec   | 0      |

| Pos. | Fahrer           | Konstrukteur      | Punkte |
| ---- | ---------------- | ----------------- | ------ |
| 12   | Marc Gené        | Minardi-Fondmetal | 0      |
| 13   | Pedro de la Rosa | Arrows-Supertec   | 0      |
| 14   | Nick Heidfeld    | Prost-Peugeot     | 0      |
| 15   | Gastón Mazzacane | Minardi-Fondmetal | 0      |
| –    | Johnny Herbert   | Jaguar-Cosworth   | 0      |
| –    | Mika Häkkinen    | McLaren-Mercedes  | 0      |
| –    | Jean Alesi       | Prost-Peugeot     | 0      |
| –    | Eddie Irvine     | Jaguar-Cosworth   | 0      |
| –    | Pedro Diniz      | Sauber-Petronas   | 0      |
| –    | David Coulthard  | McLaren-Mercedes  | 0      |

### Konstrukteurswertung
| Pos. | Konstrukteur      | Punkte |
| ---- | ----------------- | ------ |
| 01   | Ferrari           | 26     |
| 02   | Benetton-Supertec | 8      |
| 03   | Jordan-Mugen      | 7      |
| 04   | Williams-BMW      | 7      |
| 05   | BAR-Honda         | 4      |
| 06   | Arrows-Supertec   | 0      |

| Pos. | Konstrukteur      | Punkte |
| ---- | ----------------- | ------ |
| 07   | Minardi-Fondmetal | 0      |
| 08   | Prost-Peugeot     | 0      |
| –    | Jaguar-Cosworth   | 0      |
| –    | McLaren-Mercedes  | 0      |
| –    | Sauber-Petronas   | 0      |